# Frau Rosselli und Fräulein Lang
Frau Rosselli und Fräulein Lang è la trentunesima storia a fumetti di Valentina, celebre personaggio creato da Guido Crepax. In questo episodio inizia a costruirsi il legame tra Valentina ed Effi.

## Trama
Al ritorno a Milano, Valentina e Effi iniziano a convivere. Valentina è ancora profondamente addolorata per la scomparsa di Philip, ma Effi la conforta, rafforzando il loro legame. Valentina le parla di Mattia (che si trova ancora in America dai nonni) e inizia ad insegnarle l'italiano. Nello studio di Valentina, Effi si improvvisa modella suscitando l'entusiasmo degli assistenti Cecco e Italo. Curiosando in casa, Effi trova una medaglietta di Baba Yaga (che Valentina si affretta a buttare) e un disegno di una tavoletta magica della stessa strega, intuendo la presenza di misteri irrisolti nel passato di Valentina.
Dopo giorni di convivenza, Effi dichiara il suo amore per Valentina, ma quest'ultima, pur provando affetto, non riesce a ricambiare i sentimenti di Effi, essendo ancora provata dai recenti traumi.

## Personaggi

### Valentina Rosselli
Fotografa milanese, dopo aver salvato Effi in Germania, si occupa di lei a Milano, iniziando a creare un legame molto stretto con lei.

### Effi Lang
Ragazza bavarese, dopo aver perso i genitori vive a Milano con Valentina e si innamora di lei, nonostante per il momento non sia contraccambiata.

## Pubblicazioni
- linus settembre/novembre 1982[1][2][3]
- Milano Libri (Per amore di Valentina) settembre 1983
- RCS (Volume 10) 2007
- Mondadori (Volume 13) 2015